# Variación (música)
La variación es una técnica formal donde el material es repetido en una forma alterada. Los cambios pueden involucrar melodía, ritmo, armonía, contrapunto, timbre, orquestación o cualquiera de esas combinaciones.
Es una composición caracterizada por contener un tema que se imita en otros subtemas o variaciones, los cuales guardan el mismo patrón armónico del tema original, y cada parte se asocia una con la otra. Difieren entre ellas los patrones melódicos y el tempo de cada variación.

## Técnicas de variación

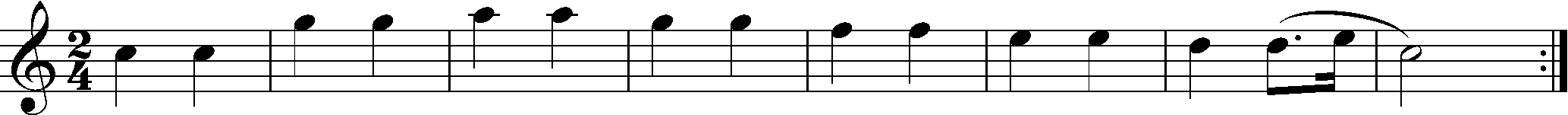
Ah je vous dirai maman, tema principal

Las Doce variaciones sobre «Ah vous dirai-je, Maman» de Mozart (1785.  conocida como "Estrellita, ¿dónde estás?" ejemplifica varias técnicas de variación comunes:

### Variación melódica

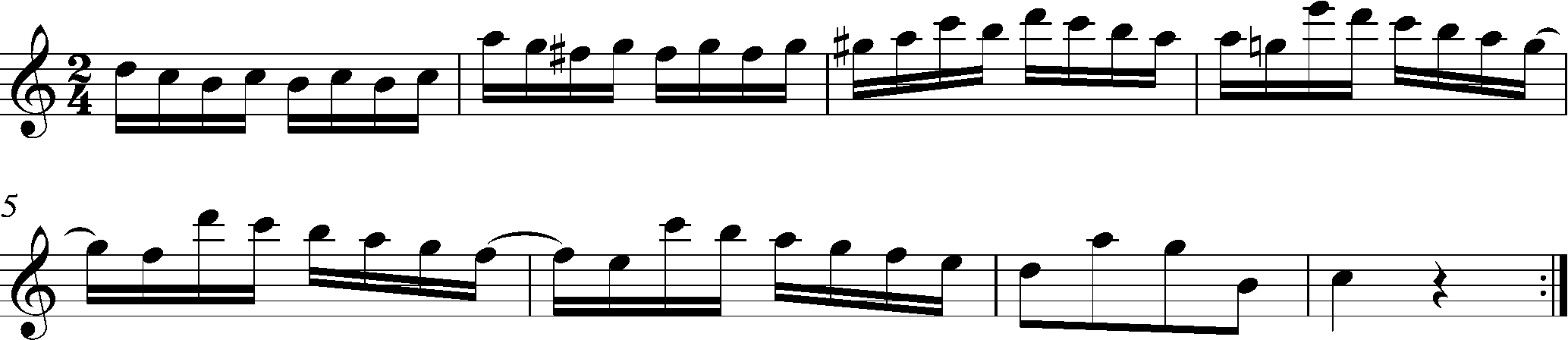
Ah je vous dirai maman, primera variación

En la primera variación, Mozart decora y acompleja la plana línea melódica:

### Variación rítmica

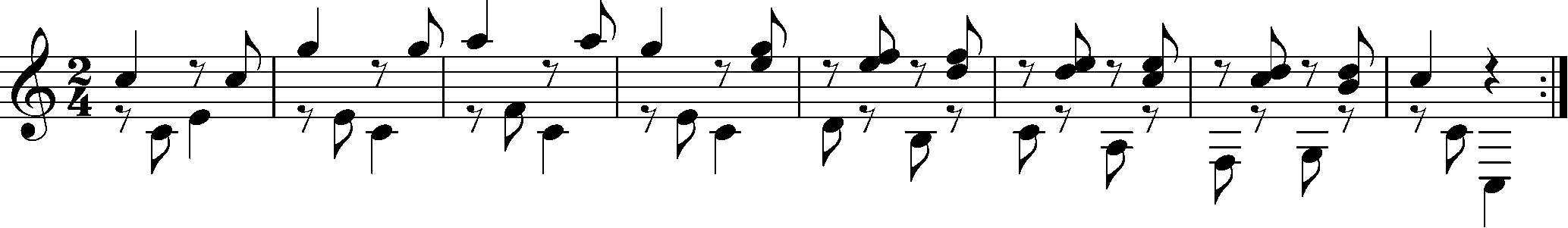
Ah je vous dirai maman, quinta variación

La quinta variación rompe con el pulso estable y crea síncopas:

### Variación armónica

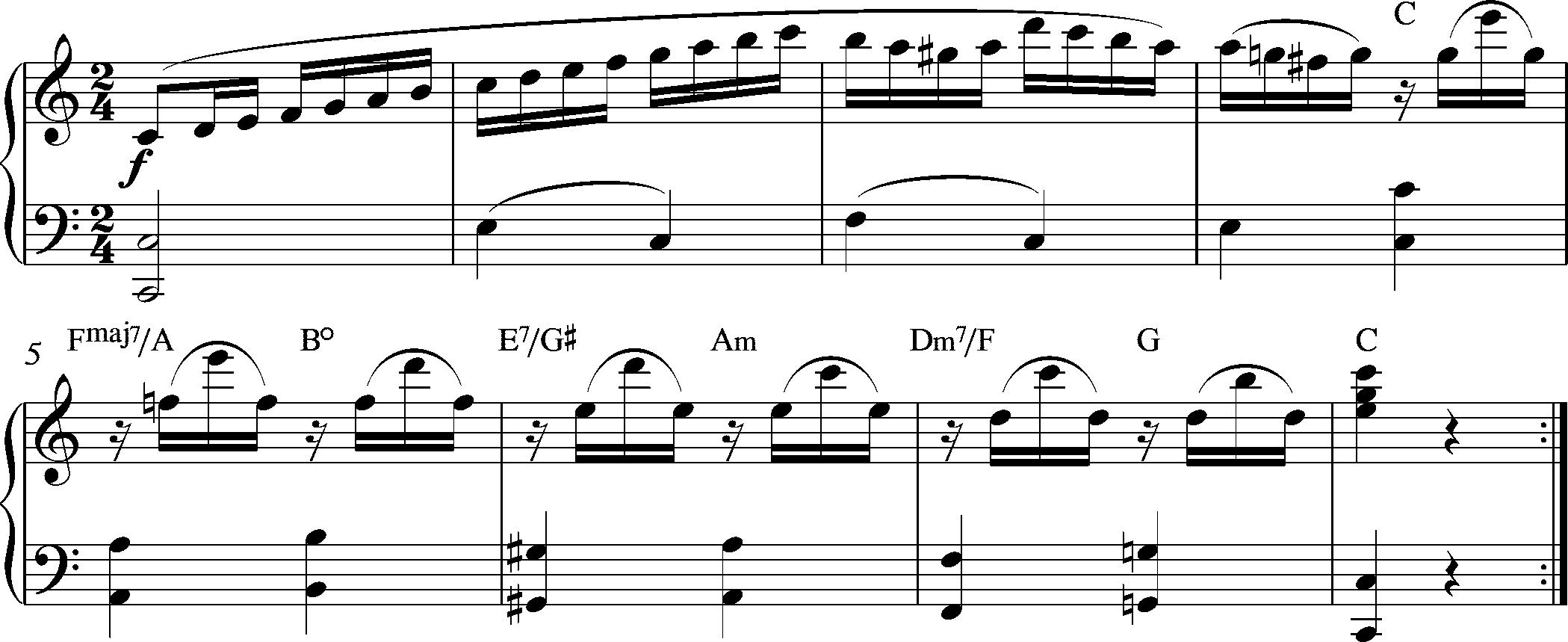
Ah je vous dirai maman, séptima variación

La séptima variación introduce nuevos acordes, que reemplazan la armonía simple que el tema originalmente sugiere con una prolongada serie de quintas paralelas descendientes:

### Modo menor
En la elaborada octava variación, Mozart cambia del modo mayor a modo menor paralelo, mientras combina tres técnicas: contrapunto, notas extrañas al acorde en forma de retardos e imitación:

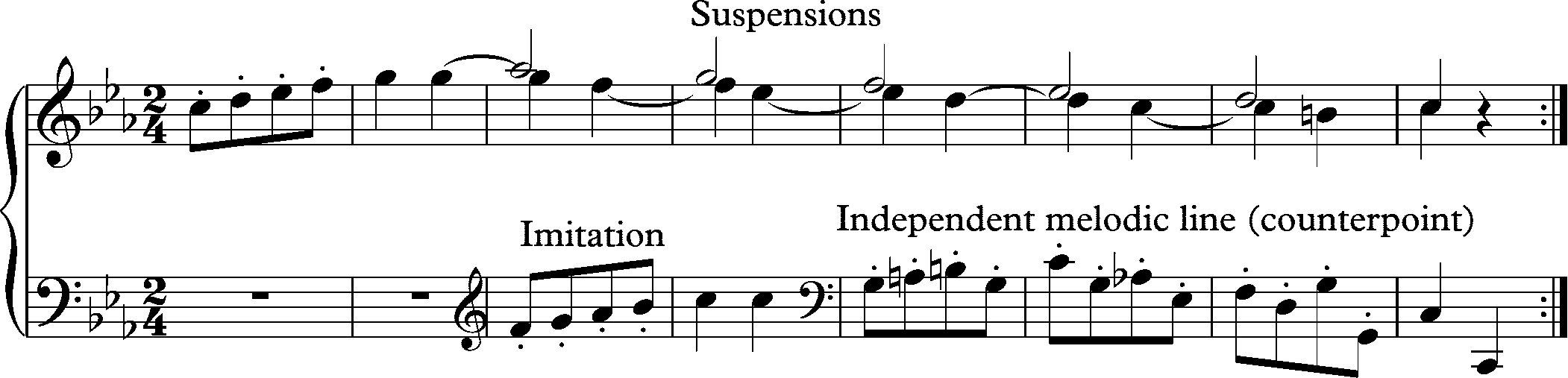
Ah je vous dirai maman, octava variación

 Una interpretación la obra completa se puede escuchar aquí: Escuchar.

### Otros ejemplos
Dichas técnicas son usadas frecuentemente dentro de piezas que no son estrictamente "Tema con Variaciones". Por ejemplo, cuando la frase que abre el Nocturno en Fa menor de Chopin se retoma más adelante, es repetido instantáneamente como una elegante reelaboración melódica:

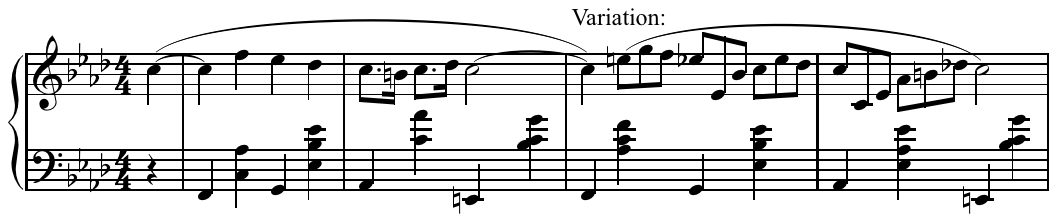
Frase y variación del Nocturno en Fa menor de Chopin.

La pieza para piano, "Reflets dans l’Eau" de Debussy de 1905, comienza con la siguiente progresión de acordes: 

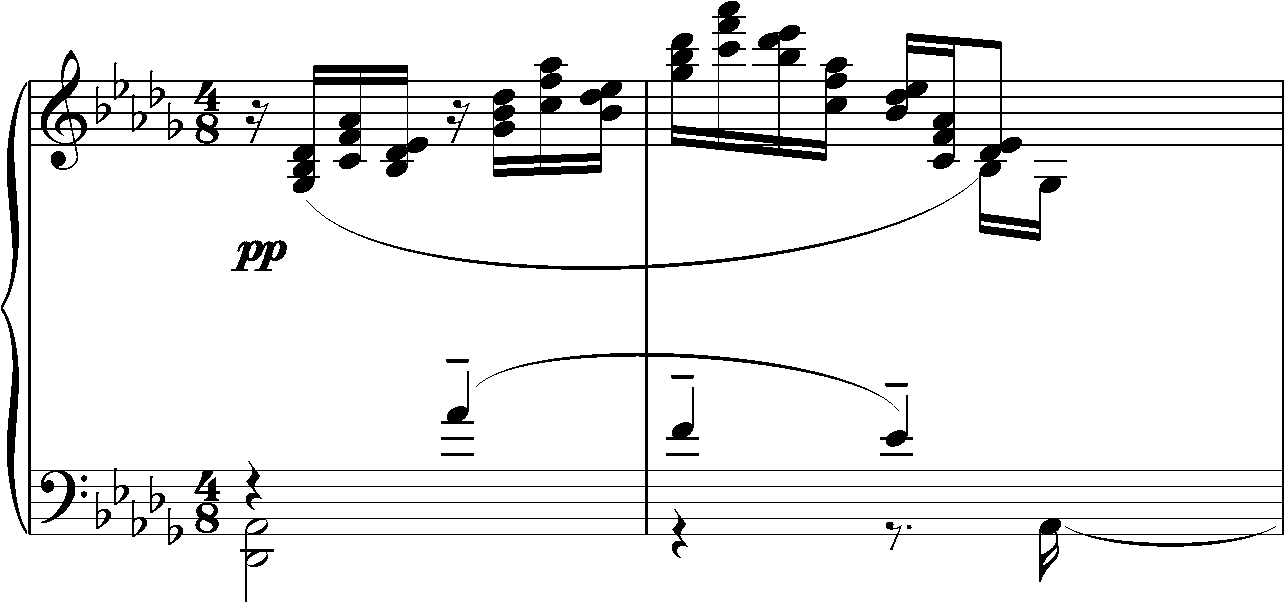
Reflets dans l'Eau, primeros compases

 Estos acordes de abren en arpegios cuando se retoman más adelante:

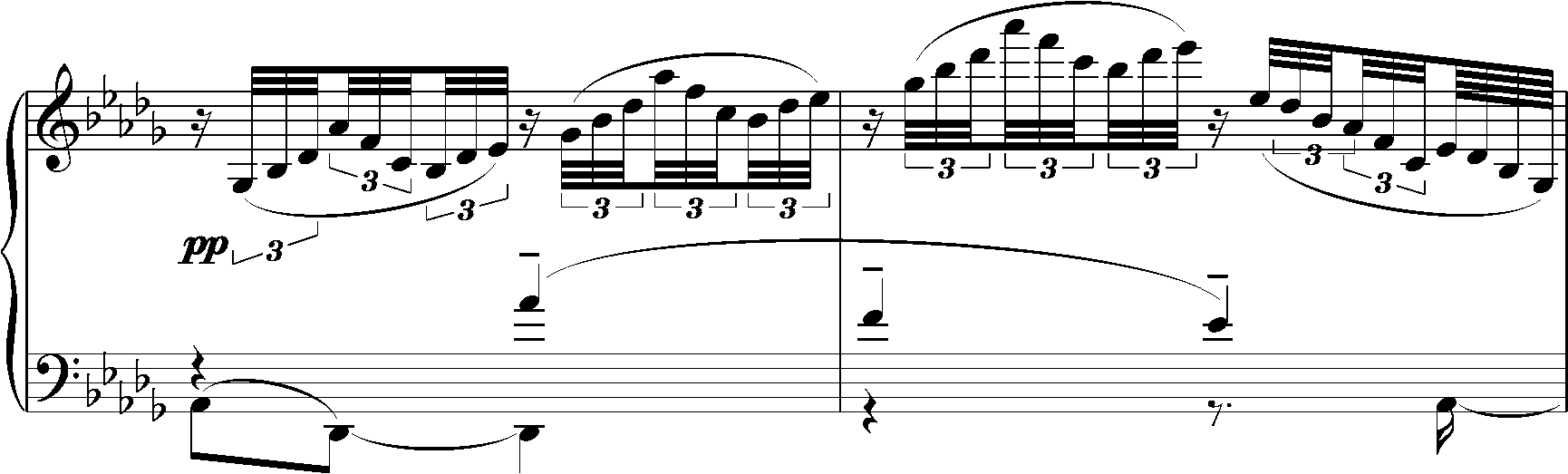
Reflets dans l'Eau, recapitulación variada del comienzo

Sigue este enlace para escuchar una interpretación completa “Reflets dans l’Eau”.

A veces las variaciones melódicas ocurren simultáneamente con la original. En la Sonata para piano "Waldstein" de Beethoven, el segundo motivo principal del primer movimiento, que está en forma sonata, se escucha en la mano izquierda del pianista, mientras la derecha toca una versión decorada. (Ver heterofonía.)

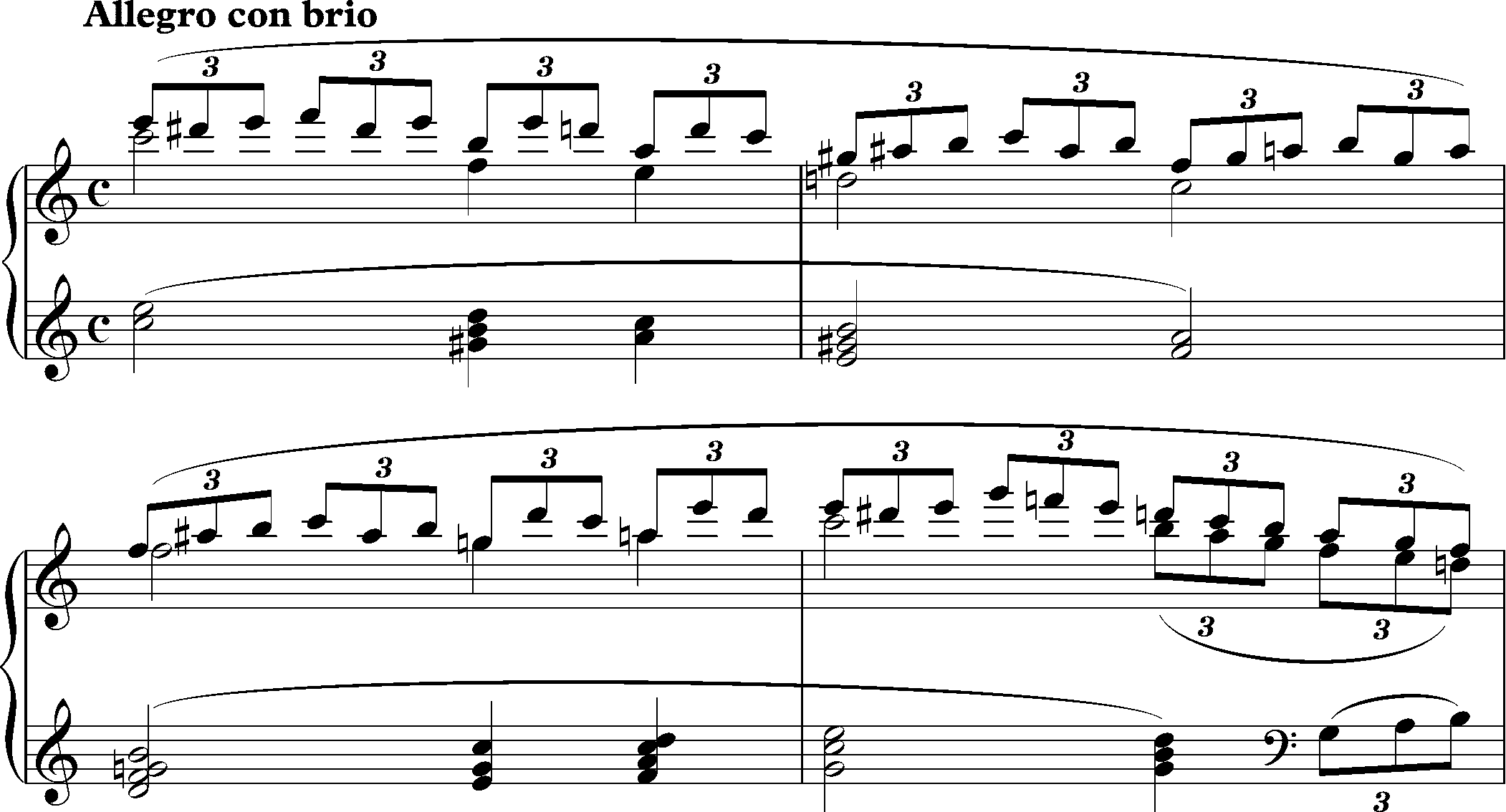
1.^{er} Movimiento de la Sonata "Waldstein", compases 204-8

Mientras la mayoría de variaciones tienden a complejizar el tema o idea, hay excepciones. En 1819, Anton Diabelli comisionó a los compositores vieneses a crear variaciones sobre un vals que él mismo compuso:

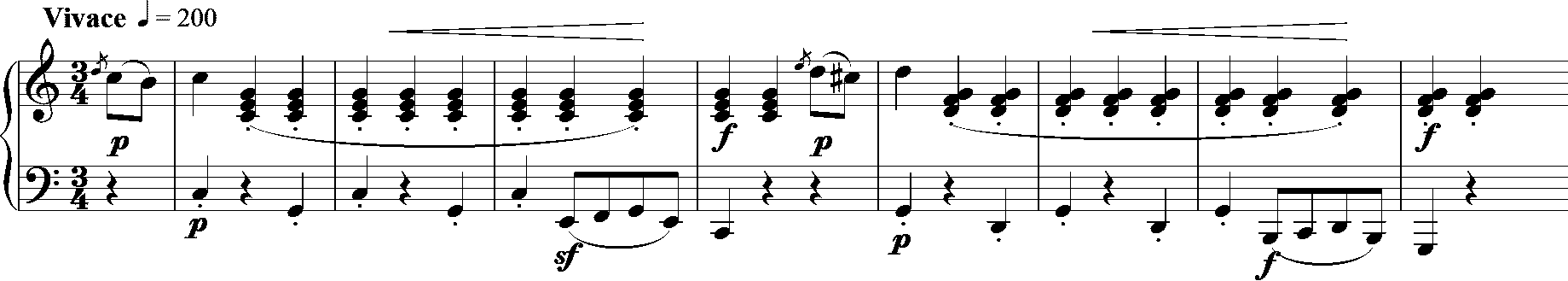
Tema de Anton Diabelli

Beethoven compuso 33 variaciones sobre este tema. La decimotercera destaca por su aparente excentricidad intencionada al reducir el material a su estructura más básica:

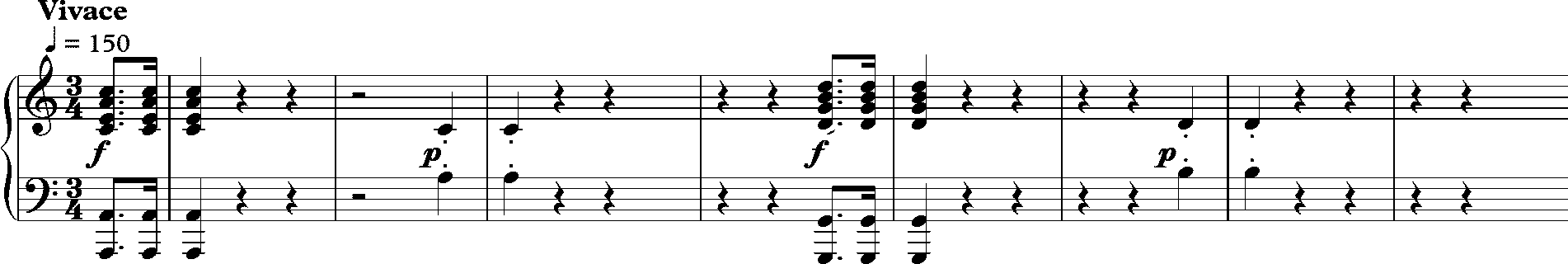
Variación n.º 13

Wilfrid Mellers describe esta variación como "cómicamente disruptiva... La secuencia tonal original es telescopada, tal secuencia es absorbida en los silencios."

### Variaciones sobre el material originalmente compuesto por otros
Muchos compositores han tomado piezas compuestas por otros como una base para su propia elaboración. Lachrimae de John Dowland fue frecuentemente usada durante el siglo XVII. Compuesto en 1700, el movimiento final de la Sonata para violín Op. 5 n.º 9 de Arcangelo Corelli comienza con esta bastante escasa línea melódica:

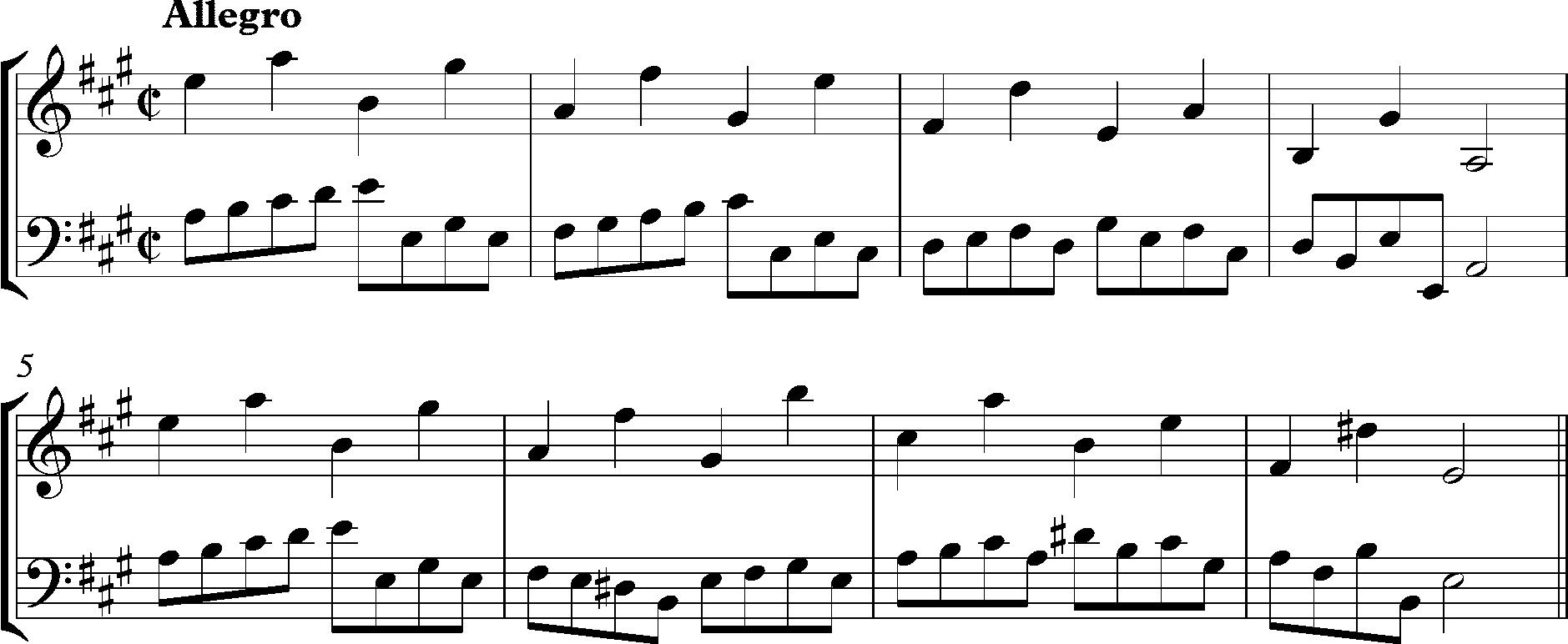
Sonata para violín Op. 5 n.º 9 de Corelli

El compositor amigo y exalumno de Corelli, Francesco Geminiani produjo una “version accesible” como la siguiente:

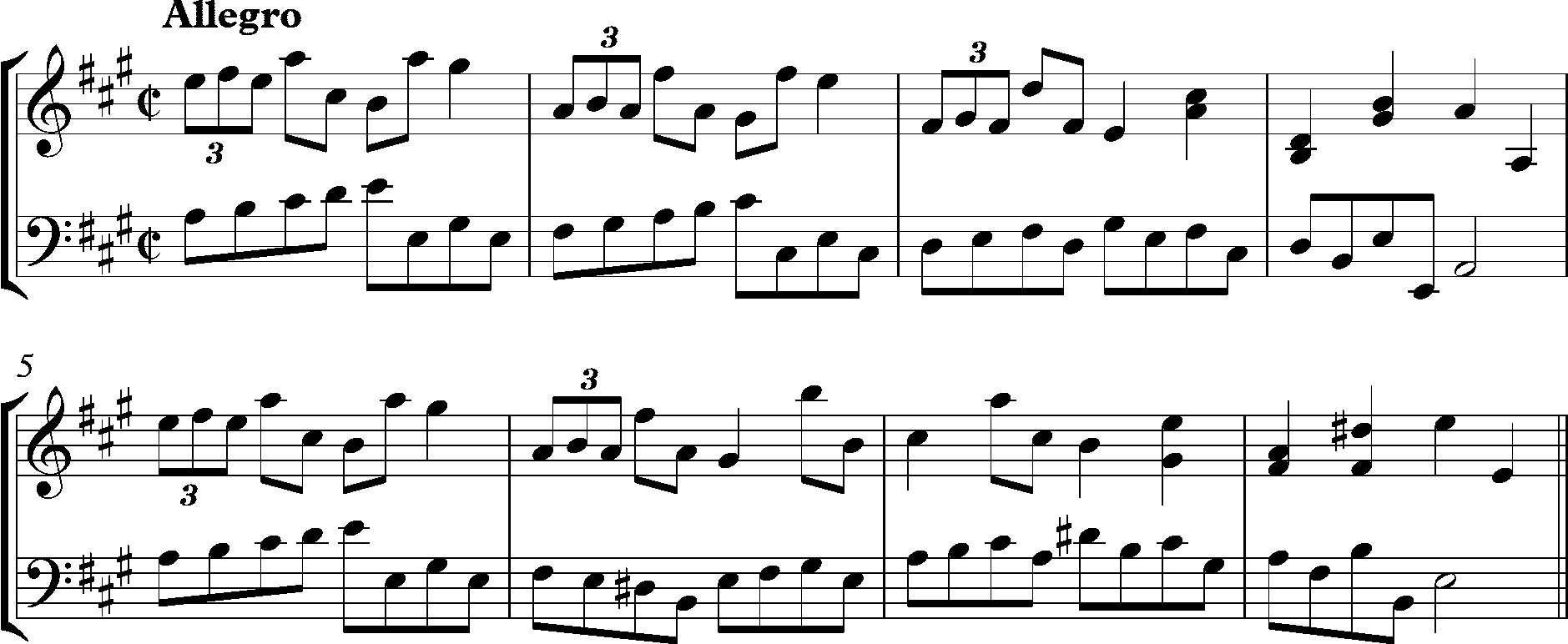
Sonata para violín Op. 5 n.º 9, versión por Geminiani

Según Nicholas Cook, en la versión de Geminiani "todas las notas de la línea de violín de Corelli ... son absorbidas en una nueva organización melódica. Con su patrón rítmico característico, la apertura de Geminiani es una melodía de modo que la de Corelli no... mientras en la versión original, los primeros cuatro compases consisten de una indiferenciada corriente de negras que arman una sola frase, la versión de Geminiani tiene tres repeticiones secuenciales de una distintiva frase de un solo compás y una contrastada frase de cierre, produciendo una fuerte acentuación en el primer tiempo."
Los arreglistas de jazz frecuentemente desarrollan variaciones sobre temas de otros compositores. Por ejemplo, el arreglo de 1959 de "Summertime" de George Gershwin por Gil Evans de la ópera Porgy and Bess es un ejemplo de variación of variation a través de un cambio de timbre. orquestal. En el punto de partida, Evans presenta una variación que repite cinco veces en sutiles combinaciones instrumentales diferentes. Esto crea un fondo irresistible, un tapiz sónico en constante cambio sobre la cual el trompetista, Miles Davis, improvisa libremente su propio conjunto de  variaciones. Wilfrid Mellers (1964) escribió que "Llamó a un improvisador con ternura y calidez como Davis, y a través del arreglo de Gil Evans, la tierna fragilidad inherente de la melodía de 'Summer-time'... Entre eso, la línea solista y el color armónico crea una música que es a la vez, inocente y tensa con aprehensión".

## Enlaces externos

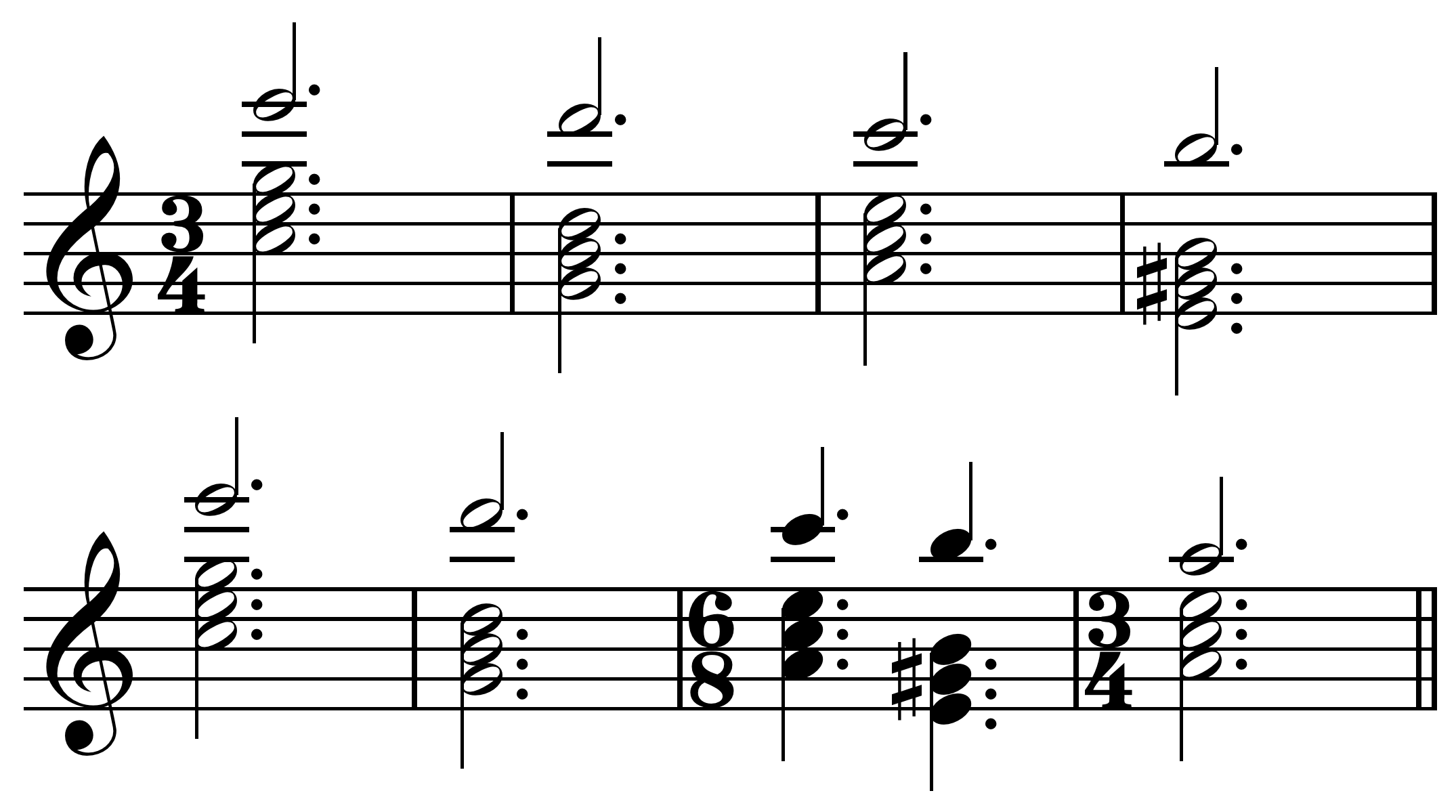
Romanesca..

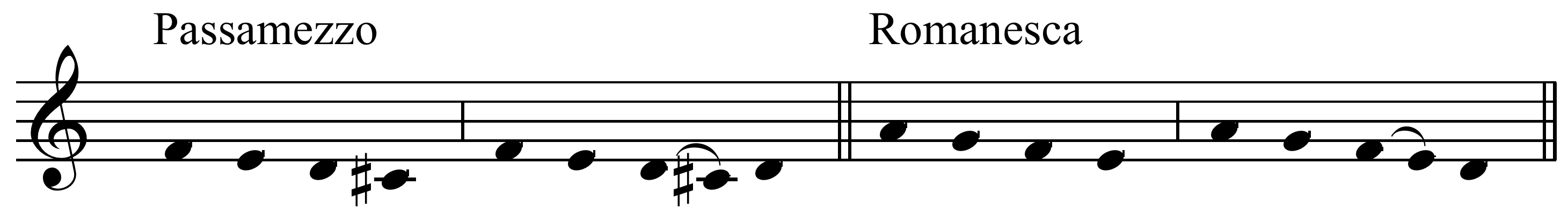
La fórmula melódica del passamezzo y la de la romanesca, en Re..